# USS Antietam (CV-36)
O USS Antietam (CV-36) é um porta-aviões da Marinha dos Estados Unidos, pertencente à Classe Ticonderoga.

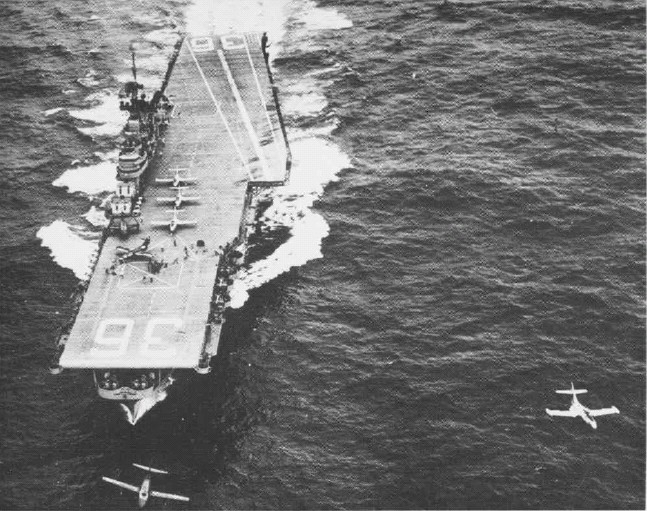
USS Antietam (CV-36) 1954
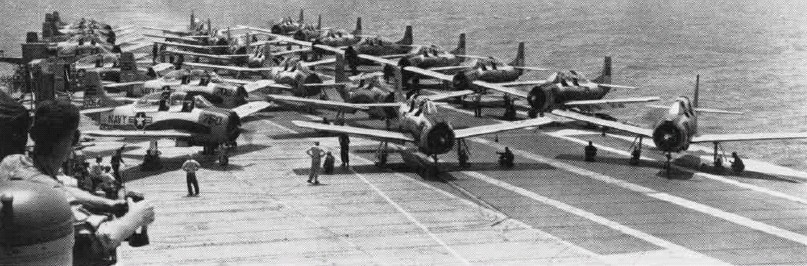